# Bruce Merrifield
Robert Bruce Merrifield, född 15 juli 1921 i Fort Worth, Tarrant County, Texas, död 14 maj 2006 i Cresskill, Bergen County, New Jersey, var en amerikansk kemist. Han tilldelades Nobelpriset i kemi 1984 med motiveringen "för hans utveckling av metodik för kemisk syntes på fast matris".
Merrifield utvecklade effektiva metoder för att framställa peptider och proteiner, långa sekvenser av aminosyror, på ett kontrollerat sätt genom att förankra en första aminosyra på ett fast underlag i form av en polymer. På detta sätt fick man kontroll över hur peptidkedjan byggdes upp steg för steg genom att lägga till en aminosyra i taget och mellan varje steg ta bort de föreningar som inte var fästade vid det ursprungliga underlaget.
Han tilldelades 1969 Albert Lasker Basic Medical Research Award.